# Bulgarische Eishockeyliga 1975/76
Die Saison 1975/76 war die 24. Spielzeit der bulgarischen Eishockeyliga, der höchsten bulgarischen Eishockeyspielklasse. Meister wurde zum ersten Mal in der Vereinsgeschichte überhaupt Lewski-Spartak Sofia, während Chimik Stara Sagora in die zweite Liga abstieg.

## Modus
Der Erstplatzierte der Hauptrunde wurde Meister, der Tabellenletzte stieg in die zweite Liga ab.

## Hauptrunde
|    | Klub                 |
| -- | -------------------- |
| 1. | Lewski-Spartak Sofia |
| 2. | HK Slawia Sofia      |
| 3. | HK ZSKA Sofia        |
| 4. | Metalurg Pernik      |
| 5. | Akademik Sofia       |
| 6. | Chimik Stara Sagora  |